# Tashirojima
Tashirojima, in giapponese è un'isola del Giappone situata nella prefettura di Miyagi, appartenente alla città di Ishinomaki.
Situata nella parte orientale del Giappone, l'isola è nota a livello turistico per l'enorme presenza di gatti. La colonia felina, superiore per unità a quella umana, nacque nel tardo periodo Edo per salvaguardare dai topi la bachicoltura: sull'isola non è permesso l'arrivo di cani per proteggere i felini, che in Giappone sono ritenuti animali portafortuna.
L'isola colpita dal terremoto e dal seguente tsunami di Tohoku del 2011, malgrado la vicinanza all'epicentro, ha subito pochi danni in quanto situata dietro una penisola , mentre la popolazione, (forse avvertita dallo strano comportamento dei gatti) è sopravvissuta anche perché le abitazioni erano ubicate a dieci metri sul livello del mare.
L'economia locale si basa anche sull'industria ittica: i pescatori locali, in seguito alla morte accidentale di un felino, hanno eretto sull'isola un piccolo tempio posto tra i villaggi di Odomari e Nitoda (nella cui area portuale è presente la maggior parte dei gatti), dedicato ai felini, da loro protetti e curati, in quanto procuratori di buona sorte.
La presenza di gatti è ricordata anche da costruzioni a forma di micio, dove tra l'altro sono esposti lavori di artisti manga come Shōtarō Ishinomori, Tetsuya Chiba e Naomi Kimura. Viene celebrata dalle televisioni come "l'isola dei gatti".